# Night Songs
Night Songs – debiutancki album studyjny amerykańskiego zespołu Cinderella wydany 21 października 1986 roku przez wytwórnie Mercury i Vertigo.

## Lista utworów
Źródło
Autorem utworów jest Tom Keifer.
1. „Night Songs” – 4:03
2. „Shake Me” – 3:44
3. „Nobody's Fool” – 4:49
4. „Nothin' for Nothin'” – 3:33
5. „Once Around the  Ride” – 3:22
6. „Hell on Wheels” – 2:49
7. „Somebody Save Me” – 3:16
8. „In from the Outside” – 4:07
9. „Push, Push” – 2:52
10. „Back Home Again” – 3:30

## Twórcy
Źródło
| Muzycy - Tom Keifer – wokal, gitara, pianino - Jeff LaBar – gitara, wokal wspierający - Barry Bennedetta – gitara - Eric Brittingham – gitara basowa, wokal wspierający - Jeff Paris – instrumenty klawiszowe (gościnnie) - Fred Coury – perkusja - Jody Cortez – perkusja - Jon Bon Jovi – wokal wspierający (gościnnie) - Bill Mattson – wokal wspierający - Tony Mills – wokal wspierający |  | Personel - Andy Johns – producent, realizator nagrań - Nick DiDia – asystent - Dave Glover – asystent - Joe Hauserman – asystent - Mark McKenna – asystent - Paul Wertheimer – asystent - Bill Levy – kierownictwo artystyczne - Emily Pember – projekt okładki - Mark Weiss – zdjęcia |